# Emerald Hill
 (signalé en juin 2025).
Si vous disposez d'ouvrages ou d'articles de référence ou si vous connaissez des sites web de qualité traitant du thème abordé ici, merci de compléter l'article en donnant les références utiles à sa vérifiabilité et en les liant à la section « Notes et références ».
- Archive Wikiwix
- Bing
- Cairn
- DuckDuckGo
- E. Universalis
- Gallica
- Google
- G. Books
- G. News
- G. Scholar
- Persée
- Qwant
- (zh) Baidu
- (ru) Yandex
- (wd) trouver des œuvres sur Wikidata

Emerald Hill  est une colline et une banlieue non officielle de la ville de Upper Hutt dans le sud de l’île du Nord de la Nouvelle-Zélande.

## Situation
Elle est localisée près de la banlieue de Birchville, qui dépend elle-même de la cité de Upper Hutt, au nord de la capitale Wellington.

## Toponymie
Le nom d’Emerald Hill  a été appliqué [Par qui ?]  à un lotissement de maisons individuelles s’étalant sur les pentes nord-est de la colline du nom d’« Emerald Hill » et qui consiste en environ 4 ou 5 rues situées à l’extrémité de ' Gemstone Drive ', pour les distinguer vers janvier 2015 de l’ancien, marché du lotissement plus bas situé, nommé Parkdale.
Le bus de la société Metlink (en) ligne n° 110 assure la liaison entre la ville de Petone et l’intersection de ‘Emerald Hill Road’ avec ‘Gemstone Drive’, passant toutes les demi-heures dans la journée.